# 梁公林墓群
梁公林墓群，是孔子父母及其兄的墓地，位于山东省济宁市曲阜市防山乡梁公林村，是中华人民共和国山东省文物保护单位之一。梁公林是一处人造园林，因元至顺二年（公元1331年）文宗加封孔子的父亲叔梁纥为“启圣王”，故梁公林又称启圣王林。

## 历史
公元前549年（鲁襄公二十四年），孔子的父亲叔梁纥去世，葬于防山之阴，而后公元前535年（鲁昭公七年）孔子的母亲颜征在去世，与叔梁纥合葬。孔子兄孔皮死后，亦葬于此。
公元1331年，元文宗加封孔父为“启圣王”、孔母为“启圣王夫人”，故梁公林又称“启圣王林”。明永乐十五年（公元1417年），孔子五十六代孙、衍圣公孔希学重修，并修圣兄孟皮墓。清康熙、乾隆年间又重修，形成了现有规模。
文化大革命期间（1966-1976年），梁公林遭到严重破坏。1985年，梁公林被公布为济宁市级文物保护单位。1992年6月12日，被授予山东省文物保护单位。

## 结构
梁公林位于曲阜城东13公里处，北靠327国道，南倚防山，北临泗水。梁公林总面积约54亩，有柏、桧、楷、斛各种树株467棵（2009年），林地南北长200米，东西宽143.4米。大门3间，中间匾额雕“启圣林”3字。由启圣门有甬道直通享殿，享殿两端各有掖门一座，由此可进入墓区中心，中间是孔子父母的合葬墓。此墓东南约五米处还有孔子的哥哥孟皮的坟墓。
林前有神道，南北长177.9米，宽42.3米。梁公林神道东侧约15米处，还保留有三座完整的汉代画像石墓室，1956年，曾在这里发现了80余块汉画像石，后将汉画像石移入孔庙内展出。